# Wonder World Tour
Wonder World Tour — второй концертный тур американской актрисы и певицы Майли Сайрус в поддержку её первого сольного альбома «Breakout» и первого мини-альбома «The Time Of Our Lives». Концерты проходили в Северной Америке и в Европе. Несмотря на кризис 2009 года, тур был коммерчески успешным. Самые кассовые шоу состоялись в декабре 2009 года в Лондоне на арене O2. Все заработанные деньги (свыше 64 миллиона долларов) были направлены в организацию «City Of Hope» для людей, больных раком.
Во время тура было использовано много софитов, ламп и декораций для сохранения «атмосферы Майли». Также было использовано большое количество разных костюмов.

## Предыстория

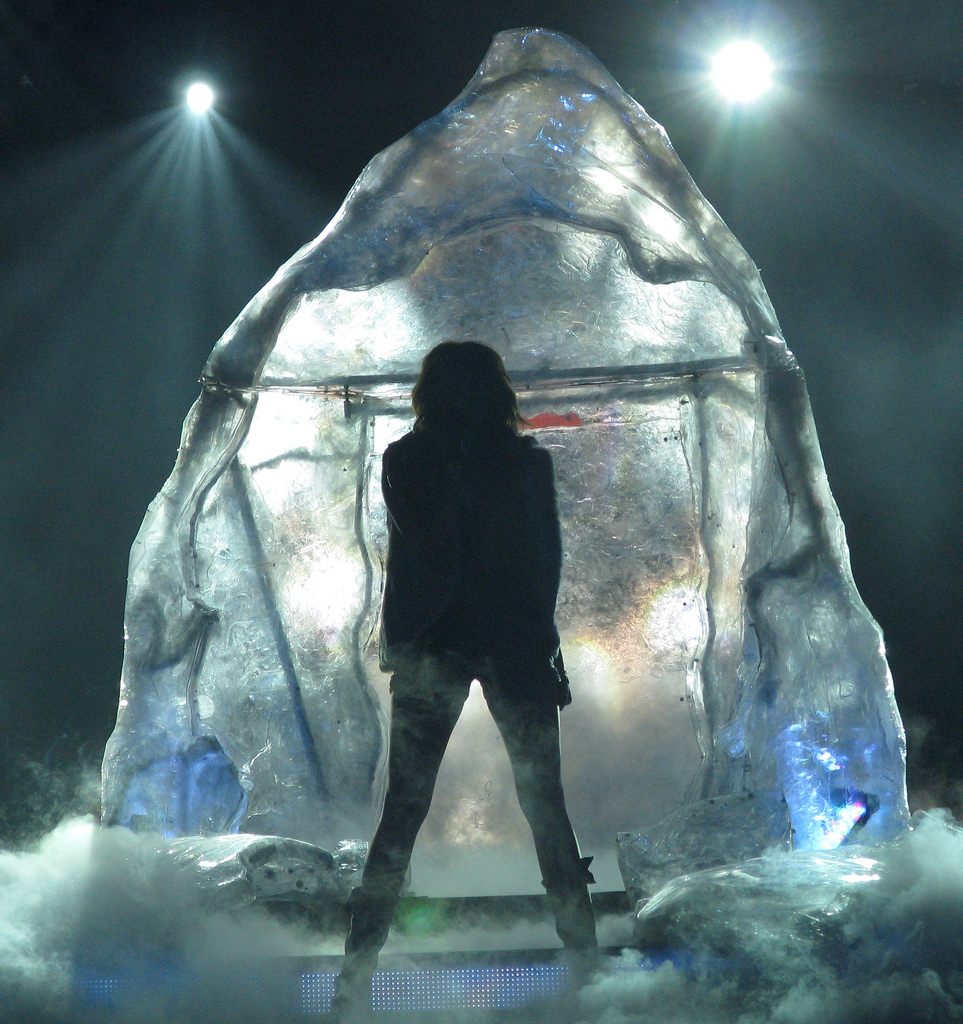
Майли Сайрус исполняет начальную песню «Breakout»

Майли Сайрус — американская певица и актриса, известная по роли Майли Стюарт в сериале «Ханна Монтана» на канале Disney Channel.  девушкой имеющей вторую жизнь. В этом сериале она играла девушку, ведущую двойную жизнь, где её альтер эго было знаменитой поп-певицей Ханной Монтаной. Свой первый альбом «Meet Miley Cyrus» в 2007 году, как двухдисковый альбом. Для продвижения альбома Майли отправилась в свой первый тур The Best of Both World Tour. Её второй альбом «Breakout» не был связан с образом Ханны Монтаны. В связи с этим Майли решила начать новый тур.
Концертный тур «Wonder World Tour» был анонсирован 3 июня 2009 года через Twitter Майли и официальный фан-клуб MileyWorld. Тур был спонсирован компанией Wal-Mart и организован AEG Live. Он прошёл по всей Северной Америке, начавшись 14 сентября 2009 года в Портленде, штат Орегон, и завершившись 2 декабря 2009 года в Майами, штат Флорида. Всего в Северной Америке Сайрус провела 45 концертов. Также было подтверждено, что альтернативная рок-группа в которой выступает старший брат Сайрус Трэйс Сайрус будет выступать на разогреве. Два дня спустя было анонсировано, что Сайрус даст 9 концертов в Великобритании. Эти выступления были её первыми на другом континенте. 16 июня 2009 года было запланировано ещё два концерта и окончательный список концертов был анонсирован в октябре 2009 года.
Все билеты на концерты были проданы исключительно через доставку. Покупатели должны были оплатить покупку через кредитную карту и предоставить удостоверение личности, чтобы получить доступ. Такая продажа билетов была новшеством для того времени, хотя Ticketmaster начал это использовать с AC / DC «Black Ice World Tour» (2008-10). Как и в прошлом туре Сайрус, каждый доллар от покупки билеты поступал в City of Hope National Medical Center.

## Сет-лист

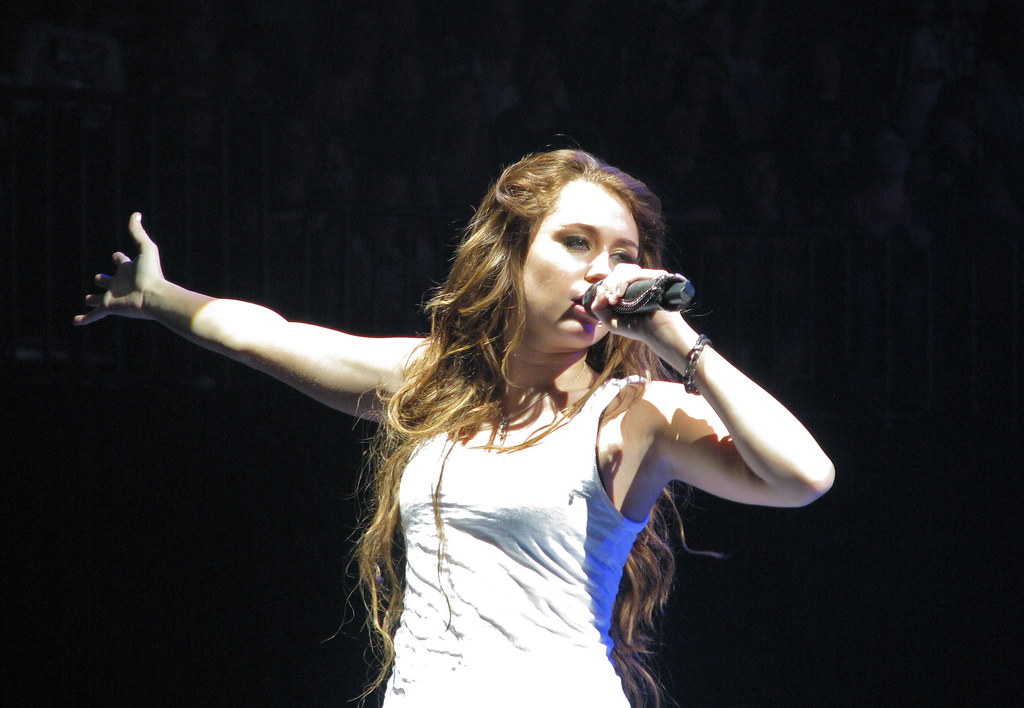
Сайрус исполняет финальную песню The Climb во время Wonder World Tour

1. «Breakout»
2. «Start All Over»
3. «7 Things»
4. «Kicking and Screaming»
5. «Bottom of the Ocean»
6. «Fly on the Wall»
7. «Let’s Get Crazy»
8. «Hoedown Throwdown»
9. «These Four Walls»
10. «When I Look at You»
11. «Obsessed»
12. «Spotlight»
13. «G.N.O. (Girl’s Night Out)»
14. «I Love Rock 'n' Roll»
15. «Party in the U.S.A.»
16. «Hovering» 1
17. «Simple Song»

На Бис:
1. «The Climb»

## Список концертов
| Дата             | Город           | Страна   | Арена                         | Кол-во проданных билетов / Кол-во билетов поступивших в продажу | Доход       |
| ---------------- | --------------- | -------- | ----------------------------- | --------------------------------------------------------------- | ----------- |
| Северная Америка |                 |          |                               |                                                                 |             |
| 14 сентября 2009 | Портленд        | США      | Rose Garden                   | 10,917 / 11,787 (93%)                                           | $728,328    |
| 16 сентября 2009 | Такома          | США      | Tacoma Dome                   | 15,242 / 15,920 (96%)                                           | $1,033,221  |
| 18 сентября 2009 | Окленд          | США      | Oracle Arena                  | 13,881 / 14,480 (96%)                                           | $901,747    |
| 20 сентября 2009 | Сан-Хосе        | США      | HP Pavilion                   | 13,100 / 13,918 (94%)                                           | $835,071    |
| 22 сентября 2009 | Лос-Анджелес    | США      | Staples Center                | 14,584 / 14,584 (100%)                                          | $1,055,388  |
| 13 сентября 2009 | Анахайм         | США      | Honda Center                  | 12,638 / 12,638 (100%)                                          | $956,981    |
| 25 сентября 2009 | Глендейл        | США      | Jobing.com Arena              | 13,755 / 13,755 (100%)                                          | $993,003    |
| 26 сентября 2009 | Лас-Вегас       | США      | Thomas & Mack Center          | 11,426 / 12,512 (91%)                                           | $718,706    |
| 29 сентября 2009 | Солт-Лейк-Сити  | США      | EnergySolutions Arena         | 10,885 / 12,525 (87%)                                           | $937,265    |
| 6 октября 2009   | Оберн-Хиллс     | США      | The Palace of Auburn Hills    | 16,142 / 16,142 (100%)                                          | $1,090,009  |
| 7 октября 2009   | Колумбус        | США      | Nationwide Arena              | 14,191 / 15,135 (94%)                                           | $972,592    |
| 9 октября 2009   | Де-Мойн         | США      | Wells Fargo Arena             | 14,174 / 14,174 (100%)                                          | $1,005,453  |
| 10 октября 2009  | Милуоки         | США      | Bradley Center                | 15,335 / 15,335 (100%)                                          | $1,043,433  |
| 12 октября 2009  | Талса           | США      | BOK Center                    | 13,151 / 14,063 (94%)                                           | $937,265    |
| 13 октября 2009  | Омаха           | США      | Qwest Center                  | 13,249 / 15,092 (88%)                                           | $928,176    |
| 15 октября 2009  | Сан-Антонио     | США      | AT&T Center                   | 15,523 / 15,523 (100%)                                          | $1,059,159  |
| 17 октября 2009  | Канзас-Сити     | США      | Sprint Center                 | 15,525 / 15,525 (100%)                                          | $1,111,178  |
| 18 октября 2009  | Даллас          | США      | American Airlines Center      | 15,102 / 15,102 (100%)                                          | $1,039,489  |
| 20 октября 2009  | Новый Орлеан    | США      | New Orleans Arena             | 15,359 / 15,359 (100%)                                          | $1,029,841  |
| 21 октября 2009  | Мемфис          | США      | FedExForum                    | 12,256 / 13,010 (94%)                                           | $864,662    |
| 23 октября 2009  | Бирмингем       | США      | BJCC Arena                    | 14,527 / 14,527 (100%)                                          | $1,012,737  |
| 24 октября 2009  | Норт-Литтл-Рок  | США      | Verizon Arena                 | 14,119 / 15,325 (92%)                                           | $969,281    |
| 27 октября 2009  | Чикаго          | США      | United Center                 | 16,600 / 16,600 (100%)                                          | $1,148,500  |
| 28 октября 2009  | Сент-Луис       | США      | Scottrade Center              | 13,982 / 15,205 (92%)                                           | $982,909    |
| 29 октября 2009  | Миннеаполис     | США      | Target Center                 | 14,966 / 15,867 (94%)                                           | $1,022,257  |
| 31 октября 2009  | Луисвилл        | США      | Freedom Hall                  | 13,526 / 16,062 (84%)                                           | $851,635    |
| 1 ноября 2009    | Лексингтон      | США      | Rupp Arena                    | 15,774 / 18,210 (87%)                                           | $976,313    |
| 3 ноября 2009    | Вашингтон       | США      | Verizon Center                | 15,846 / 15,846 (100%)                                          | $1,071,917  |
| 4 ноября 2009    | Филадельфия     | США      | Wachovia Center               | 17,153 / 17,153 (100%)                                          | $1,209,364  |
| 5 ноября 2009    | Юниверсити-Парк | США      | Bryce Jordan Center           | 12,901 / 12,901 (100%)                                          | $932,270    |
| 7 ноября 2009    | Ньюарк          | США      | Prudential Center             | 30,416 / 30,416 (100%)                                          | $2,090,972  |
| 8 ноября 2009    | Ньюарк          | США      | Prudential Center             | 30,416 / 30,416 (100%)                                          | $2,090,972  |
| 9 ноября 2009    | Бостон          | США      | TD Garden                     | 14,981 / 14,981 (100%)                                          | $1,111,590  |
| 12 ноября 2009   | Хартфорд        | США      | XL Center                     | 13,824 / 13,824 (100%)                                          | $1,000,448  |
| 15 ноября 2009   | Кливленд        | США      | Quicken Loans Arena           | 16,567 / 16,567 (100%)                                          | $1,072,833  |
| 16 ноября 2009   | Индианаполис    | США      | Conseco Fieldhouse            | 14,920 / 14,920 (100%)                                          | $1,018,200  |
| 18 ноября 2009   | Юниондейл       | США      | Nassau Coliseum               | 29,277 / 29,277 (100%)                                          | $2,002,982  |
| 19 ноября 2009   | Юниондейл       | США      | Nassau Coliseum               | 29,277 / 29,277 (100%)                                          | $2,002,982  |
| 22 ноября 2009   | Гринсборо       | США      | Greensboro Coliseum           | 17,597 / 17,597 (100%)                                          | $1,182,082  |
| 24 ноября 2009   | Шарлотт         | США      | Time Warner Cable Arena       | 15,553 / 15,553 (100%)                                          | $1,048,004  |
| 25 ноября 2009   | Нэшвилл         | США      | Bridgestone Arena             | 14,692 / 14,692 (100%)                                          | $1,040,794  |
| 28 ноября 2009   | Колумбия        | США      | Colonial Life Arena           | 14,557 / 14,557 (100%)                                          | $1,018,682  |
| 29 ноября 2009   | Атланта         | США      | Philips Arena                 | 15,000 / 15,000 (100%)                                          | $1,041,720  |
| 1 декабря 2009   | Тампа           | США      | St. Pete Times Forum          | 14,730 / 14,730 (100%)                                          | $1,035,875  |
| 2 декабря 2009   | Майами          | США      | American Airlines Arena       | 15,819 / 15,819 (100%)                                          | $1,098,931  |
| Европа           |                 |          |                               |                                                                 |             |
| 13 декабря 2009  | Лондон          | Англия   | O2 Арена                      | 80,679 / 80,679 (100%) (с тремя другими шоу)                    | $11,081,900 |
| 14 декабря 2009  | Лондон          | Англия   | O2 Арена                      | 80,679 / 80,679 (100%) (с тремя другими шоу)                    | $11,081,900 |
| 16 декабря 2009  | Дублин          | Ирландия | The O2                        | 17,495 / 17,495 (100%)                                          | $3,134,370  |
| 17 декабря 2009  | Дублин          | Ирландия | The O2                        | 17,495 / 17,495 (100%)                                          | $3,134,370  |
| 19 декабря 2009  | Лондон          | Англия   | The O2 Arena                  | (см. выше)                                                      | (см. выше)  |
| 20 декабря 2009  | Лондон          | Англия   | The O2 Arena                  | (см. выше)                                                      | (см. выше)  |
| 22 декабря 2009  | Бирмингем       | Англия   | LG Arena                      | 25,635 / 25,635 (100%)                                          | $3,494,140  |
| 23 декабря 2009  | Бирмингем       | Англия   | LG Arena                      | 25,635 / 25,635 (100%)                                          | $3,494,140  |
| 27 декабря 2009  | Манчестер       | Англия   | Manchester Evening News Arena | 32,926 / 32,926 (100%)                                          | $4,268,120  |
| 28 декабря 2009  | Манчестер       | Англия   | Manchester Evening News Arena | 32,926 / 32,926 (100%)                                          | $4,268,120  |
| 29 декабря 2009  | Лондон          | Англия   | The O2 Arena                  | (см. выше)                                                      | (см. выше)  |
| ВСЕГО            | ВСЕГО           | ВСЕГО    | ВСЕГО                         | 809,704 / 828,943 (97%)                                         | $66,320,750 |